# Urtidsdjurens tid
Urtidsdjurens tid är en brittisk dokumentärserie i fem delar från 2002–2003 producerad av BBC. Urtidsdjurens tid är gjord av samma skapare som de tidigare dokumentärserierna Dinosauriernas tid och Odjurens tid och skildrar likt sina föregångare förhistoriska djur i deras naturliga miljö med hjälp av datoranimation. Urtidsdjurens tid skiljer sig från de andra serierna genom att inkludera en värd, zoologen Nigel Marven, som "reser tillbaka i tiden" och interagerar med de olika djuren.
Serien sändes i Sverige för första gången den 23 januari till den 20 februari 2004.

## Handling
Urtidsdjurens tid skildrar zoologen Nigel Marven då han reser tillbaka i tiden och studerar levande dinosaurier och andra förhistoriska djur i deras naturliga miljö. De två första avsnitten utspelar sig på land. Under de tre senare avsnitten reser Marven genom de sju farligaste haven som någonsin funnits.

### Avsnitt
1. Dinosaurierna i Gobiöknen:[8][9][b] sen krita, 75 miljoner år sedan. Marven letar i öknarna och skogarna i Mongoliet efter Therizinosaurus, en dinosaurie känd för sina gigantiska klor, i tron om att den är ett enormt rovdjur. Under resan möter Marven även dinosaurier såsom Saurolophus, Protoceratops, Mononykus, Velociraptor och Tarbosaurus, en nära släkting till Tyrannosaurus rex.
2. De gigantiska dinosauriernas tid:[10][c] mellersta krita, 100 miljoner år sedan. Marven söker i Argentina efter den största dinosaurien som någonsin levt - den gigantiska långhalsade dinosaurien Argentinosaurus. Under resan möter Marven även den gigantiska rovdinosaurien Giganotosaurus, flyger ett litet flygplan för att spana på flygödlorna Pteranodon och Ornithocheirus, samt möter det enorma krokodildjuret Sarcosuchus.
3. Förhistorisk dykresa:[11][d] Marven påbörjar en resa genom de sju farligaste haven som någonsin funnits. Han reser först till ordovicium, 450 miljoner år sedan, och simmar med havsskorpioner och ortoceratiter. Sedan reser han till trias, 230 miljoner år sedan, där han möter ett par Nothosaurus, den underliga havsreptilen Tanystropheus och den gigantiska fisködlan Cymbospondylus. Till slut reser han till devon, 360 miljoner år sedan, där han möter den primitiva hajen Stethacanthus och pansarhajarna Bothriolepis och Dunkleosteus.
4. Undervattensmonster:[13][14][e] Efter att ha lämnat devon reser Marven till eocen, 36 miljoner år sedan, där han träffar den underliga Arsinoitherium samt de primitiva valarna Dorudon och Basilosaurus. Efter det reser han till pliocen, bara 4 miljoner år sedan. I pliocen möter Marven den underliga valen Odobenocetops samt megalodon, den största hajen som någonsin levt.
5. Vattnet och varelserna under ytan:[15][16][f] Marven lämnar pliocen och reser till jura, 155 miljoner år sedan. I juraperioden möter Marven den gigantiska fisken Leedsichthys, hajen Hybodus, den simmande krokodilen Metriorhynchus och den enorma pliosaurien Liopleurodon. Efter juraperioden reser Marven till det farligaste havet någonsin, "helvetets akvarium", kritahavet för 75 miljoner år sedan. Marven möter där en rad olika djur, bland annat havsfågeln Hesperornis, svanödlan Elasmosaurus, flygödlan Pteranodon och den gigantiska havsköldpaddan Archelon. Han möter även en rad olika rovdjur, inklusive rovfisken Xiphactinus och enorma mosasaurier.

## Sverige
Urtidsdjurens tid sändes för första gången i svensk TV på TV4 tidigt under 2004. Det första avsnitten sändes den 23 januari och följdes av resterande fyra avsnitt den 30 januari, den 6 februari, den 13 februari och 20 februari. Serien sändes under 2004 och 2005 i repris flera gånger på TV4 och TV4 Plus. Sista gången den sändes i repris var på TV4 Plus från 3 till 31 december 2005.

### Utgivning
Urtidsdjurens tid släpptes i Sverige för första gången som del av en DVD-samling av serierna Dinosauriernas tid, Odjurens tid och Grottfolkens tid 2003, utgiven i samarbete med Illustrerad Vetenskap. I samlingen släpptes Urtidsdjurens tid som två DVD:er, Walking with Dinosaurs - Giganternas rike / Jätteklon och Walking with Dinosaurs - Havsmonster. Dessa DVD:er släpptes innan Urtidsdjurens tid sändes på svensk TV och har därför svensk text men saknar den svenska berättarrösten och har istället helt och hållet engelskt tal.
Urtidsdjurens tid släpptes som en separat DVD i Sverige den 15 september 2004. Dock så innehöll DVD:n endast de två första avsnitten och svenskt text men endast engelskt och danskt tal. 2010 släpptes Urtidsdjurens tid på DVD igen tillsammans med Dinosauriernas tid och Berättelsen om Big Al som en del av boxen Dinosauriernas värld, dock ännu en gång endast bestående av bara de två första avsnitten och denna gång återigen endast med engelskt tal.